# D.E.B.S.
D.E.B.S. er en amerikansk actionkomediefilm lanceret i 2004. Filmen er en udvidet version af en kortfilm af samme navn fra året før.
Filmen er både en konkurrent til og en parodi på Charlie's Angels-genren. Temaet er det homoseksuelle forhold mellem de to kvindelige hovedpersoner.

## Plot
De fire piger Max, Janet, Dominique og Amy står foran udlæring fra spionakademiet hos den paramilitære gruppe D.E.B.S. (Discipline, Energy, Beauty, and Strength). Under en jagt på den tilbagevendte storforbryder Lucy Diamond tager tingene imidlertid en uventet drejning for Amy, da Lucy forelsker sig i hende. Et forhold mellem de to piger er imidlertid farligt for begge, men Lucy vil gøre og trodse alt for at vinde Amy.

## Medvirkende
- Sara Foster – Amy Bradshaw'
- Jordana Brewster – Lucy Diamond
- Meagan Good – Max Brewer
- Devon Aoki – Dominique
- Jill Ritchie – Janet
- Jimmi Simpson – Scud
- Geoff Stults – Bobby Matthews
- Holland Taylor – Mrs. Petrie
- Michael Clarke Duncan – Mr. Phipps
- Jessica Cauffiel – Ninotchka Kaprova
- Aimee Garcia – Maria
- Christina Kirk – Madeleine

## Eksterne Henvisninger
- D.E.B.S. på Internet Movie Database (engelsk)
- D.E.B.S. i Svensk Filmdatabas (svensk)
- D.E.B.S. på AlloCiné (fransk)
- D.E.B.S. på MovieMeter (nederlandsk)
- D.E.B.S. på AllMovie (engelsk)
- D.E.B.S. hos American Film Institute (engelsk)
- D.E.B.S. hos British Film Institute (engelsk)
- D.E.B.S. på Turner Classic Movies (engelsk)
- D.E.B.S. på The Movie Database (engelsk)
- D.E.B.S. på Rotten Tomatoes (engelsk)

Officiel hjemmeside Arkiveret 31. marts 2008 hos  Wayback Machine